# Плеяды (звёздное скопление)
Плея́ды (M 45, другие названия — Утиное/Утичье/Уточье Гнездо/Гнёздышко, Семь Сестёр, Стожары) — рассеянное звёздное скопление и астеризм в созвездии Тельца. Это скопление — одно из ближайших к Земле и одно из наиболее ярких звёздных скоплений. Плеяды известны с древних времён и видны невооружённым глазом даже на городском небе. Скопление и самые яркие звёзды в нём названы в честь Плеяд — нимф из греческой мифологии.

## Свойства

### Расстояние
Расстояние до Плеяд составляет около 135 парсек, однако среди многих оценок выделяется значение, полученное космическим телескопом Hipparcos, — около 120 парсек. Это значение в дальнейшем не было подтверждено, в частности, другим космическим телескопом — Gaia и считается ошибочным.
| Год  | Расстояние (пк) | Источник                            |
| ---- | --------------- | ----------------------------------- |
| 1999 | 125             | Hipparcos                           |
| 2004 | 134,6 ± 3,1     | Fine Guidance Sensor                |
| 2009 | 120,2 ± 1,9     | Пересмотренные результаты Hipparcos |
| 2014 | 136,2 ± 1,2     | РСДБ                                |
| 2016 | 134 ± 6         | Gaia Data Release 1                 |
| 2018 | 136,2 ± 5,0     | Gaia Data Release 2                 |

### Физические характеристики
Скопление имеет массу около 800 M⊙ и содержит, по разным оценкам, до 3000 звёзд. Тем не менее в Плеядах открыто лишь около 1200 звёзд, так как многие звёзды слишком тусклые. Например, коричневые карлики — объекты с очень малой светимостью и массой — могут составлять до 25 % от всего числа звёзд, а все вместе имеют менее 1,5 % от массы скопления. Возраст скопления составляет около 115 миллионов лет, что в 50 раз меньше возраста Солнца. Скопление имеет угловой диаметр около 2°, а линейный — около 12 световых лет.

Из всех звёзд только 16 имеют звёздную величину менее 6,5m и могут наблюдаться невооружённым глазом — это бело-голубые звёзды (спектрального класса B) главной последовательности, субгиганты и гиганты (классы светимости III—V). Ярчайшая из них, Альциона, в 7 раз тяжелее Солнца и в 8 раз больше его в диаметре, а светит приблизительно в 2000 раз ярче.
| Название   | Обозначение    | Видимая звёздная величина |
| ---------- | -------------- | ------------------------- |
| Альциона   | η (25) Тельца  | 2,90                      |
| Атлас      | 27 Тельца      | 3,62                      |
| Электра    | 17 Тельца      | 3,70                      |
| Майя       | 20 Тельца      | 3,87                      |
| Меропа     | 23 Тельца      | 4,18                      |
| Тайгета    | 19 Тельца      | 4,30                      |
| Плейона    | BU (28) Тельца | 5,09 (переменная звезда)  |
| —          | HD 23985       | 5,23                      |
| —          | HD 23753       | 5,44                      |
| Целено     | 16 Тельца      | 5,46                      |
| —          | 18 Тельца      | 5,64                      |
| Астеропа I | 21 Тельца      | 5,80                      |

В Плеядах находятся две отражательных туманности: NGC 1432 (туманность Майи) и NGC 1435 (туманность Меропы, также известная как туманность Темпеля), находящиеся соответственно у звёзд Майя и Меропа. Из последней также выделяется более яркая область IC 349. Другие звёзды также окружены туманностями, однако они менее заметны. Ранее считалось, что эти туманности остались с момента образования звёзд, но на данный момент известно, что Плеяды лишь сейчас пролетают через пылевое облако: скопление движется относительно облака со скоростью 11 км/с.

### Эволюция
Возраст Плеяд равен 115 миллионам лет. Это значение получено в результате исследований химического состава коричневых карликов: во время их формирования они содержат некоторое количество лития, который сгорает за малый срок и может служить индикатором возраста молодых звёздных скоплений. Модели показывают, что 100 миллионов лет назад Плеяды были похожи на туманность Ориона, и за это время скопление покинули 2/3 звёзд, так что масса скопления уменьшилась втрое.
Рассеянные звёздные скопления, к которым относятся и Плеяды, довольно быстро распадаются, и лишь немногие из них живут более миллиарда лет — к распаду приводят приливные силы, вызываемые Галактикой и гигантскими молекулярными облаками. Также влияют и эволюционные изменения: самые массивные звёзды быстро завершают свою эволюцию, взрываются как сверхновые и становятся нейтронными звёздами или чёрными дырами. В любом случае, к возрасту в 600 миллионов лет в Плеядах останется около четверти звёзд от их нынешнего количества, а когда возраст скопления составит миллиард лет, оно будет содержать не более нескольких десятков звёзд. Если же случится одно или несколько сближений с молекулярными облаками, то распад скопления произойдёт ещё быстрее.

## История изучения
Плеяды, благодаря своей относительной яркости, известны людям с древности: самое первое их наскальное изображение датируется XVIII—XV тысячелетиями до нашей эры и обнаружено в пещере Ласко.
В скоплении насчитывается свыше 250 звёзд. Однако большинство народных преданий говорят только о семи (иногда шести) звёздах, о чём свидетельствует, например, немецкое название данного звёздного скопления — досл. «Семизвездье» (нем. Siebengestirn).
В 1609 году Галилео Галилей, впервые использовавший телескоп для астрономических наблюдений, обнаружил 40 слабых звёзд в Плеядах.
Полтора века спустя, в 1767 году, английский священник Джон Мичелл рассчитал вероятность того, что 6 ярчайших звёзд Плеяд случайно оказались так близко друг к другу на небе. Он получил результат около 1 к 500000 и сделал вывод, что звёзды сгруппировались на небе не случайно. Кроме того, Мичелл смог оценить расстояние до Плеяд двумя различными методами и получил оценки расстояния в 50 и 100 парсек, в то время как современная оценка составляет 135 парсек.
В то же время Шарль Мессье, занимавшийся поиском комет, составлял список объектов, которые можно было спутать с кометами, и в 1771 году выпустил первую версию своего каталога, содержащую 45 объектов. Плеяды были включены в этот список последним, 45-м объектом, хотя это известное скопление, которое сложно было перепутать с кометой. Вероятно, Мессье хотел, чтобы в его каталоге оказалось больше объектов, чем у его конкурента Лакайля — каталог последнего, выпущенный в 1755 году, содержал 42 объекта, поэтому Мессье добавил в свой каталог такие объекты, как Туманность Ориона (M 42 и M 43), Ясли (M 44) и Плеяды (M 45). В составленный позднее Новый общий каталог Плеяды, в отличие от большинства объектов из каталога Мессье, не входят.
В 1841 году Фридрих Бессель впервые измерил движения некоторых звёзд, в частности, находящихся в Плеядах, и обнаружил, что они движутся приблизительно в одном направлении с близкими скоростями.
В 1846 году Иоганн Медлер измерил собственные движения звёзд на расстояниях до 20° от Плеяд, и обнаружив, что собственные движения возрастают с увеличением углового расстояния, сделал вывод, что Плеяды являются центром нашей звёздной системы, а Альциона — центральной звездой. Однако этот вывод оказался ошибочным и внимания современников не привлёк.
Отражательная туманность рядом с Меропой была открыта Эрнстом Темпелем в 1859 году. В 1875 году была открыта более слабая туманность вокруг Майи, а в 1880 похожие, но ещё более тусклые туманности были обнаружены у Альционы, Электро, Целено и Тайгеты. Туманность IC 349 открыта в 1890 году Эдвардом Барнардом и носит название «Барнардова туманность Меропы».
В прошлом Плеяды иногда выделялись как отдельное созвездие: например, так сделал в 1872 году Камиль Фламмарион в «Истории неба». На данный момент Плеяды включены в созвездие Тельца.

## Наблюдение
Плеяды имеют склонение +24° и прямое восхождение 3h47m, поэтому могут наблюдаться практически со всей поверхности Земли за исключением Антарктиды. Лучше всего Плеяды наблюдаются в ноябре — в это время их видно в течение всей ночи, включая вечерние и утренние сумерки. Вечерняя видимость Плеяд возможна в период с сентября по апрель.
Само скопление и звёзды в нём довольно яркие. Из 16 звёзд ярче 6,5m невооружённым глазом чаще всего видят 6 или 7 самых ярких звёзд, расположение которых напоминает Большой и Малый Ковш. Поэтому одно из распространённых названий Плеяд — Семь Сестёр. В бинокль же в Плеядах можно увидеть десятки звёзд, а в телескоп — сотни.
При хороших условиях наблюдения в инструмент с диаметром объектива хотя бы 70 мм можно увидеть туманность возле Меропы — NGC 1435. Туманность вокруг Майи обнаружить сложнее не только из-за её меньшей яркости, но и из-за того, что она равномерно распределена вокруг звезды, поэтому её легче спутать с рассеянным в телескопе светом от звезды. Наконец, чтобы разглядеть IC 349 — выделяющийся участок в NGC 1435, потребуется телескоп с апертурой как минимум 300 мм и хорошие навыки наблюдений.
Плеяды находятся довольно близко к эклиптике, из-за чего рядом с ними или перед ними регулярно проходят планеты: к примеру, в марте 2019 года в 3° от Плеяд прошёл Марс, а в апреле 2020 года случилось прохождение по Плеядам Венеры — событие, которое повторяется раз в 8 лет. Также периодически происходят покрытия Плеяд Луной.

### Соседи по небу из каталога Мессье
- M 1 — (восточнее, около ζ Tau) — Крабовидная туманность — остаток вспышки сверхновой;
- M 36, M 37 и M 38 — (восточнее, в южной части Возничего) — группа довольно ярких рассеянных скоплений;
- M 34 — (северо-западнее, в Персее) — рассеянное скопление;
- M 77 — (юго-западнее, в Ките) — галактика;
- M 78, M 42/43 — (юго-восточнее, в Орионе) — знаменитые туманности Ориона.

### Последовательность наблюдения в «Марафоне Мессье»
…M 43 → M 78 → M 45 → M 1 → M 38…

## Плеяды в культуре
Благодаря своей заметности Плеяды известны людям с древности и входят в мифы и легенды разных народов. Самое древнее наскальное изображение Плеяд, обнаруженное в пещере Ласко, было создано в XVIII—XV тысячелетиях до нашей эры.
Некоторые специалисты полагают, что на известном Диске из Небры, созданном в XVII веке до нашей эры, кроме Луны и Солнца отмечены Плеяды, поскольку их положение использовалось для уточнения лунно-солнечного календаря.
В древнегреческой мифологии Плеяды — это дочери Атланта и Плейоны, которые фигурировали в мифе о гибели Ориона, после чего были вознесены на небеса. В мифах также объясняется, почему Меропа тусклее остальных звёзд: после того как Меропа вышла замуж за смертного — Сизифа — её звезда потускнела. Кроме того, Плеяды упоминал Гомер в «Илиаде» и в «Одиссее», а Гесиод — в «Трудах и днях». Само название скопления греки связывали не только с мифологическими сёстрами, но и со словом πλέως, означающим «множество». Также название производится от слов πελειάδες (голубки) и πλεϊ (плыть), так как их видимость была связана с навигацией у греков.
У римлян Плеяды назывались «Вергилии», что означает «Весенние». Обычно они соответствовали рогу Тельца, однако некоторые авторы связывали Плеяды с другими частями быка: так, например, Плиний и Витрувий упоминали их как хвост быка. У римлян, как и у греков, началом весны считался день, когда Плеяды впервые взошли утром, перед восходом Солнца. В григорианском календаре это соответствует второй половине апреля.
Плеяды, вероятно, упоминаются в Библии (Иов. 9:9, Иов. 38:31-32; Амос. 5:8).
В славянском язычестве Плеяды представлялись либо как стадо коров, либо как жёны Велеса. Одно из названий Плеяд — «Стожары» — славянское по происхождению.
В ранних версиях тенгрианского и тюркского зодиакальных календарей Плеяды обозначены как Мешiн. Символ Мешiн обычно изображает "дом", "остов юрты" (в отличие от других знаков, "приписанных" животным и мифологическим существам).
В Японии Плеяды известны под именем субару (яп. 昴), которое означает «соединённые» или «собранные вместе». Марка автомобилей Subaru названа в честь Плеяд, а на её логотипе изображены 6 звёзд скопления.